# Бул Рън
Бул Рън (на английски: Bull Run) е американски град в щата Вирджиния. Той се намира в окръга Принц Уилям. Според данните от преброяването за 2010 г., в града живеят 14 983 души.